# Hubersent
Hubersent és un municipi francès situat al departament del Pas de Calais i a la regió dels Alts de França. L'any 2007 tenia 245 habitants.

## Demografia

### Població
El 2007 la població de fet de Hubersent era de 245 persones. Hi havia 83 famílies de les quals 20 eren unipersonals (8 homes vivint sols i 12 dones vivint soles), 20 parelles sense fills, 39 parelles amb fills i 4 famílies monoparentals amb fills.
La població ha evolucionat segons el següent gràfic:
Habitants censats

### Habitatges
El 2007 hi havia 107 habitatges, 91 eren l'habitatge principal de la família, 11 eren segones residències i 5 estaven desocupats. Tots els 106 habitatges eren cases. Dels 91 habitatges principals, 72 estaven ocupats pels seus propietaris, 16 estaven llogats i ocupats pels llogaters i 3 estaven cedits a títol gratuït; 1 tenia dues cambres, 14 en tenien tres, 21 en tenien quatre i 55 en tenien cinc o més. 75 habitatges disposaven pel capbaix d'una plaça de pàrquing. A 34 habitatges hi havia un automòbil i a 46 n'hi havia dos o més.

### Piràmide de població
La piràmide de població per edats i sexe el 2009 era:
| Homes | Edats   | Dones |
| ----- | ------- | ----- |
| 0     | 95 o +  | 0     |
| 0     | 90 a 94 | 0     |
| 0     | 85 a 89 | 0     |
| 0     | 80 a 84 | 4     |
| 12    | 75 a 79 | 4     |
| 8     | 70 a 74 | 12    |
| 8     | 65 a 69 | 0     |
| 0     | 60 a 64 | 0     |
| 4     | 55 a 59 | 0     |
| 20    | 50 a 54 | 16    |
| 0     | 45 a 49 | 8     |
| 0     | 40 a 44 | 4     |
| 4     | 35 a 39 | 0     |
| 8     | 30 a 34 | 8     |
| 16    | 25 a 29 | 12    |
| 12    | 20 a 24 | 8     |
| 0     | 15 a 19 | 8     |
| 4     | 10 a 14 | 0     |
| 0     | 5 a 9   | 4     |
| 12    | 0 a 4   | 4     |

## Economia
El 2007 la població en edat de treballar era de 169 persones, 130 eren actives i 39 eren inactives. De les 130 persones actives 119 estaven ocupades (71 homes i 48 dones) i 11 estaven aturades (6 homes i 5 dones). De les 39 persones inactives 11 estaven jubilades, 10 estaven estudiant i 18 estaven classificades com a «altres inactius».

### Ingressos
El 2009 a Hubersent hi havia 98 unitats fiscals que integraven 260 persones, la mediana anual d'ingressos fiscals per persona era de 17.267 €.

### Activitats econòmiques
Dels 6 establiments que hi havia el 2007, 1 era d'una empresa extractiva, 1 d'una empresa de comerç i reparació d'automòbils, 1 d'una empresa de transport, 1 d'una empresa d'hostatgeria i restauració, 1 d'una empresa d'informació i comunicació i 1 d'una entitat de l'administració pública.
L'any 2000 a Hubersent hi havia 12 explotacions agrícoles.

## Equipaments sanitaris i escolars
El 2009 hi havia una escola elemental integrada dins d'un grup escolar amb les comunes properes formant una escola dispersa.

## Poblacions més properes
El següent diagrama mostra les poblacions més properes.